# Namakwanus irishi
Namakwanus irishi là một loài bọ cánh cứng trong họ Bọ hung (Scarabaeidae).